# Emil Șimăndan
Emil Șimăndan (n. 3 septembrie 1940, în orașul Curtici, județul Arad) este un ziarist, publicist, scriitor și poet român..
Din anul 1997 este cetățean de onoare al orașului Arad.

## Educație
1947-1954: Școala generală Curtici, județul Arad.
1954-1957: Liceul de artă și meserii Arad (1 an), transformat în Școala Profesională Metalurgică Nr. 1 Arad.
1957-1959: Muncitor (frezor) la Întreprinderea de strunguri “Iosif Rangheț” din Arad și elev la liceul seral.
1956-1959: Elev al Liceului Moise Nicoară (fost “Ioan Slavici”) din Arad, secția serală.
1960-1965: Facultatea de Filologie a Universității Babeș-Bolyai din Cluj.
1971-1972: Curs postuniversitar al Facultății de ziaristică București.

## Distincții
2000 - a primit "ORDINUL ZIARIȘTILOR", Clasa I, cu "Insigna de aur" din partea Uniunii Ziariștilor Profesioniști din România (U.Z.P.)
2003 - "Premiul de Excelență Culturală pe anul 2003" - acordat de Consiliul Județean Arad pentru cărțile publicate despre Revoluția din Decembrie 1989 de la Arad sub genericul: "Întrebătorul din Agora"
2006 - "Personalitate a Județului Arad" oferit de Consiliul Județean Arad

## Activitate profesională
1966-1967: Profesor de limba și literatura română la Școala generală Peregul Mic.
1967-1968: Metodist la Casa Raională de Cultură Arad și profesor de limba și literatura română la Școala generală din Andrei Șaguna.
1968-1970: Bibliograf principal la Biblioteca județeană Arad și profesor de limba și literatura română la Liceul “Moise Nicoară” din Arad (în prezent Colegiul Național "Moise Nicoară" Arhivat în 4 decembrie 2012, la Wayback Machine.) și de istorie și limba română la Liceul german din Arad.
1970-1990: Redactor principal cu probleme de cultură și învățământ la ziarul județean “Flacăra Roșie”, devenit după decembrie 1989, “Adevărul” de Arad.
1971 - devine membru al Uniunii Ziariștilor Profesioniști din România (U.Z.P.)
1989 - 1990: Redactor principal cu probleme de cultură și învățământ la noul cotidian "Adevărul de Arad"
1991: Redactor șef adjunct la noul cotidian “Tribuna Aradului”.
1991-1997: Redactor șef la ziarele “Curierul Aradului” și “Libertatea Aradului”.
Din 1993: Președintele Fundației Culturale “Ioan Slavici” din Arad și redactor șef al revistei de cultură “Relief” editată de Fundația “Ioan Slavici”.
1992-1994: Lector universitar asociat la catedra de “Teoria și practica presei” a Facultății de jurnalistică din Arad din cadrul Universității de Vest “Vasile Goldiș” din Arad.
1994 - 2004: Președintele Filialei din Arad a Uniunii Ziariștilor Profesioniști din România
1995-2000: Corespondent special pentru județul Arad al Agenției Naționale de presă ROMPRESS.
2000-2004: Expert pe probleme politice la Biroul parlamentar al deputatului PUR de Arad Nicu Cojocaru.
2006 - 2008: Șef secție cultură și editorialist la cotidianul "Informația Aradului"
2011 - devine membru al Ligii Scriitorilor din România (L.S.R.)
2013 - prezent: Redactor șef al revistei "Stindard" din Arad.

### Colaborări la revistele culturale din țară
1965 - 2014: “Luceafărul”, “Tribuna”, “Familia”, “Vatra”, “Orizont”, “Astra”, “România literară”, “Contemporanul”, “Relief”, “Arca”, “Al cincilea anotimp”, "Studii de știință și cultură", "Agora Literară", "Stindard" ș.a.

### Cărți publicate
1980 – “Orizonturi mioritice transilvane” – Arad.
1981 – “Un spectacol pentru o mie de ani” (interviuri cu 30 de sculptori) – Arad.
1983 – O antologie literară a 101 autori arădeni, intitulată “Cântec pentru mâine” – Arad.
1993 – “Dialoguri cu Ioan Alexandru. Poetul și Revoluția”, Ed. “Ioan Slavici”  Arad – 1993.
1995 – “Dialoguri la frontieră” (publicistică), Ed. “Ioan Slavici” Arad – 1995.
1995 – “Puterea libertății” (interviuri), Ed. “Ioan Slavici” Arad – 1995.
1998 – “Politica și cultura la frontiera de vest” (dialoguri cu personalități culturale și politice), Ed. “Ioan Slavici” Arad – 1998.
1998 – “Ioan Slavici și unitatea spirituală națională” (coautor), Ed. “Ioan Slavici” Arad – 1998.
1998 – “Templul memoriei. Ștefan Augustin Doinaș în dialog cu Emil Șimăndan”, Ed. “Ioan Slavici” Arad – 1998.
1999 – “Călătorie prin veac. Gabriel Țepelea în dialog cu Emil Șimăndan”, Cuvânt înainte de acad. Augustin Buzura, “Vasile Goldiș” University Press – 1999.
1999 – “Întrebătorul din Agora” (literatură și document) – zece ani de la Revoluția Română din Decembrie 1989 de la Arad, Ed. “Ioan Slavici” Arad – 1999.
2000 – “Călătorie prin veac. Gabriel Țepelea în dialog cu Emil Șimăndan”, Cuvânt înainte de Acad. Augustin Buzura, Ediția a II-a, Ed. “Ioan Slavici” Arad – 2000.
2000 - "Eminescu – Destin, Constiinta" – Viorel Gheorghiță in dialog cu Emil Șimăndan, Editura Fundatiei "Ioan Slavici" Arad - 2000 .
2001 – “Dialoguri cu Ioan Alexandru”, Ediția a II-a (Colecția Alternative), Ed “Dacia” Cluj-Napoca – 2001.
2003 - "Întoarcerea acasă. Ștefan Aug. Doinaș în dialog cu Emil Șimăndan" ("Cuvânt înainte" de Ion Pop),  Ed. Fundației "Ioan Slavici", Arad, 2003
2003 – “Întrebătorul din Agora. ** În amintirea Eroilor Martiri ai Revolutiei de la Arad”, Ed. “Ioan Slavici” Arad – 2003.
2006 - "Evoluția și tipologia presei arădene 1833-2002" (în colaborare cu Melente Nica și Gabriela Groza), Editura Fundatiei "Ioan Slavici" Arad - 2006. (Această carte a apărut și sub titlul "Vocația multiculturală a presei arădene (1833-2002)", volum coordonat de Emil Șimăndan, Editura Fundației "Ioan Slavici", Arad, 2006, 388 pg.)
2008 - "Întrebătorul din Agora. Revoluția Română din Decembrie '89 de la Arad" (ediția a 2-a, revizuită și adăugită), Editura Fundației "Ioan Slavici", Arad, 2008.
2009 - "Trecerea timpului" (versuri), Editura Fundației "Ioan Slavici", Arad, 2009.
2009 - "Musafir în secolul 21" (meta-poeme), Editura "Gutenberg Univers", Arad, 2009.
2009 - "Victoria la Arad - 1989" (edițiile I și II), la Editura "Ioan Slavici", Arad, 2009 și, respectiv, la Editura "Gutenberg Univers", Arad, 2009.
2009 - "Revoluția Română în Banat" - Timișoara, Lugoj, Arad, Reșița și Caransebeș (coautor pentru județul Arad), volum apărut sub egida Institutului Revoluției Române din Decembrie 1989 din București, la Editura SITECH, Craiova, 2009.
2009 - "Întrebătorul din Agora. Revoluția Română din Decembrie'89 de la Arad" (ediția a 3-a, revizuită și adăugită), Editura Fundației "Ioan Slavici", Arad, 2009.
2009 - "Decembrie '89 însângerat. În amintirea Eroilor Maritiri și răniților de la Arad", "Editura Gutenberg Univers", Arad, 2009.
2010 - "Dicționarul presei arădene" (coordonator), Editura "Gutenberg Univers", Arad, 2010.
2010 - "Oglinzi și memorie"/"Tukrok es emlekezet" (versuri, bilingve, româno-maghiare), Editura "Gutenberg Univers", Arad, 2010.
2011 - "Dicționarul Jurnaliștilor Arădeni", Editura "Gutenberg Univers", Arad, 2011
2013 - "Vă iubesc, arădeni! Valentin Voicilă în dialog cu Emil Șimăndan", Editura Fundației "Ioan Slavici", Arad, 2013 (ediția I) și Ediția a II-a, revizuită și adăugită, 2014
2014 - "Batalioane arădene la Timișoara"  (În decembrie 1989) (coautor), Editura Fundației "Ioan Slavici", Arad, 2014
2016 - "Convorbiri cu o nemuritoare fiică a Aradului: Acad. Cornelia Bodea", Editura Fundației "Ioan Slavici", Arad, 2016  
2019 - "Voci și vocații jurnalistice arădene în UZPR. Dicționarul biobibliografic al membrilor Filialei "Ioan Slavici" din Arad a UZPR", Ed. Azbest Publishing, 2019    
2020 - „Călători singuratici pe un arhipelag de dor. Întâlnire cu Publius Ovidius Naso și Mihai Eminescu” (În colaborare cu Geanina Iovănescu), Editura Fundației „Ioan Slavici” Arad, 2020.    

### Cărți despre Emil Șimăndan
2003 - Melente Nica, "Ultimul 'lup de mare' al presei arădene la sfârșit de secol 20: Emil Șimăndan", Ed. “Ioan Slavici” Arad – 2003.
2019 - Geanina Jecalo Iovănescu, "BARICADA DIN CĂLIMARĂ. Fragmente arădene cu poetul ȘTEFAN AUG. DOINAȘ și publicistul EMIL ȘIMĂNDAN, Ed. Azbest Publishing, 2019  